# Groseillier à maquereau
Ribes uva-crispa
Espèce
Classification APG III (2009)
Le groseillier à maquereau est une espèce d'arbustes épineux à gros fruits d'abord vert pâle, devenant, selon les variétés, blanchâtres et translucides ou rouge sombre à maturité.

## Étymologie
Le qualificatif maquereau est d'étymologie incertaine mais il se réfèrerait au mot maquereau, sorte de poisson. Pierre Guiraud qui propose toujours des étymologies originales y voit le dérivé d'un radical makk- au sens de « tache », le fruit étant tacheté. Ce terme tiendrait aussi au fait que les maquereaux (poissons) étaient traditionnellement cuisinés accompagnés de ces fruits en sauce; cette pratique est attestée dès le xviiie siècle.

## Noms régionaux du fruit
En Suisse romande, la groseille à maquereau est simplement nommée « groseille », la groseille commune étant appelée « raisinet ».
Dans le Nord de la France, le fruit est également appelé blette, croupoux, croucpoux, croque-poux, gratte-poux, péteuse ou encore caconne.  Dans le Loiret, il est dénommé claque-poux, croque-poux, ou encore pétasse et dans la Nièvre, groseille verte, claque-poux ou  croque-poux en Belgique. On parle de ballon dans certaines régions.

En normand, toutes les groseilles à grappes se nomment gade, grade, garde, gadelle, gradelle, gradille selon les pays, terme issu du mot vieux norrois gaddr « épine » qui désigne à l'origine les épines du groseillier à maquereau.
Dans le domaine occitan, on dit grosèla en languedocien et provençal ; agrasson en languedocien; agresson et groselha en gascon pour les groseilles à maquereau.

## Description

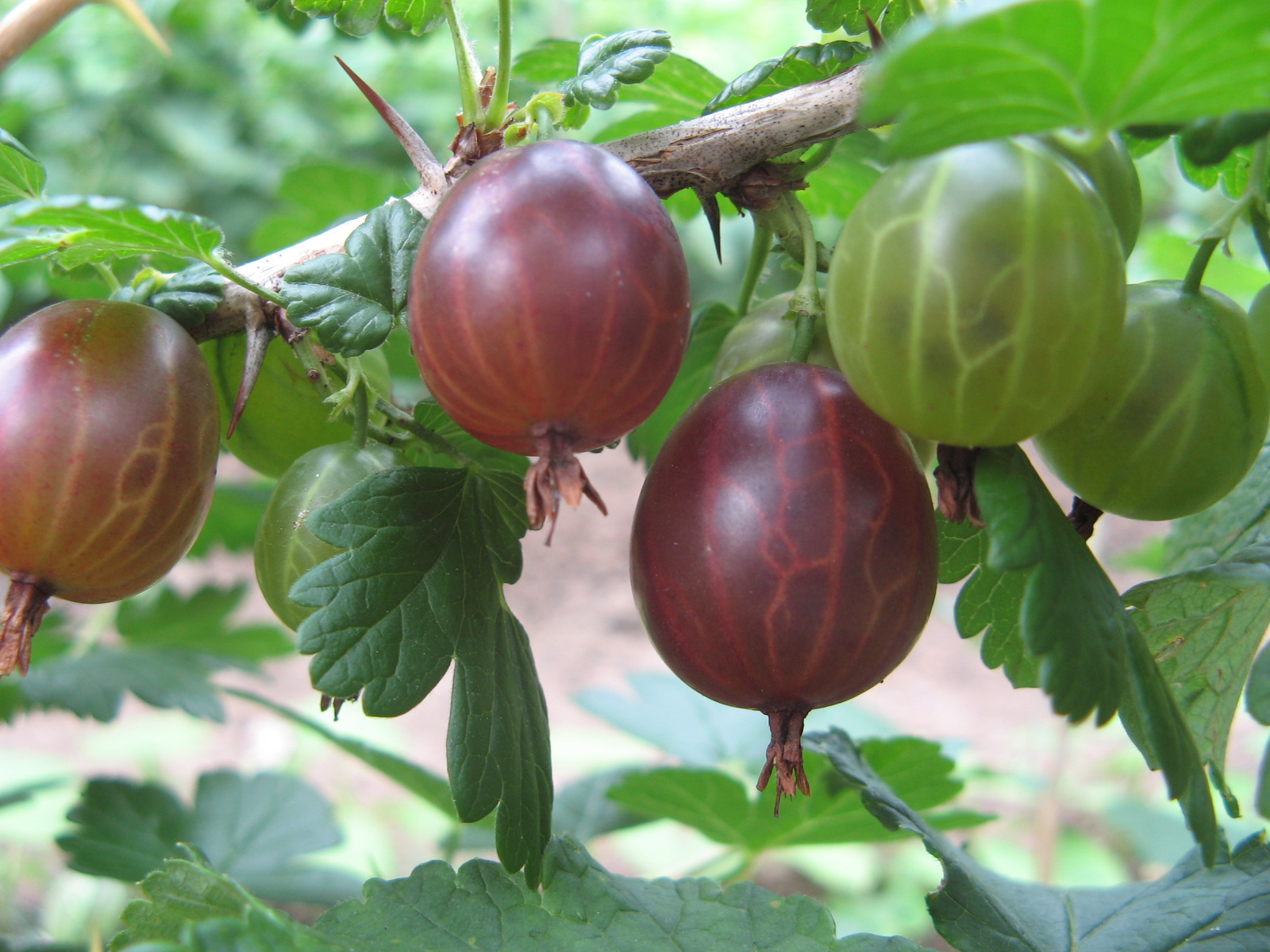
Groseilles à maquereaux (variété rouge).

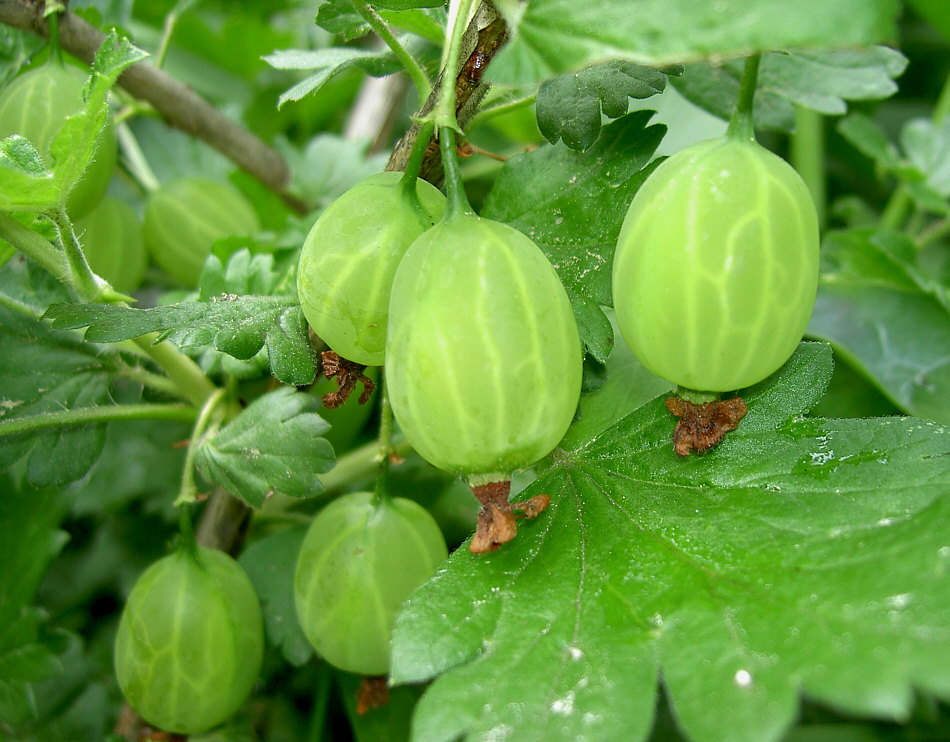
Variété à gros fruits.

Cet arbuste fruitier rustique à feuillage caduc et à rameaux plus ou moins épineux atteint 50 à 150 cm de haut.
- Période de floraison : printemps
- Couleur des fleurs : blanc
- Exposition : soleil, mi-ombre
- Type de sol : ordinaire
- Utilisation : jardin fruitier

Ces arbustes ressemblent aux groseilliers classiques (Ribes rubrum, groseillier à grappes ou Ribes nigrum, cassissier) avec des feuilles un peu plus grandes et de fines épines aux branches.
La véritable différence se voit sur les fruits, qui ne sont pas en grappes mais individuels, ovales ou ronds mais bien plus gros. De la taille d'une cerise à eau-de-vie, la groseille à maquereau garde le goût caractéristique acidulé des groseilles en grappes.
Les fruits de certaines variétés atteignent la taille d'un œuf de pigeon.

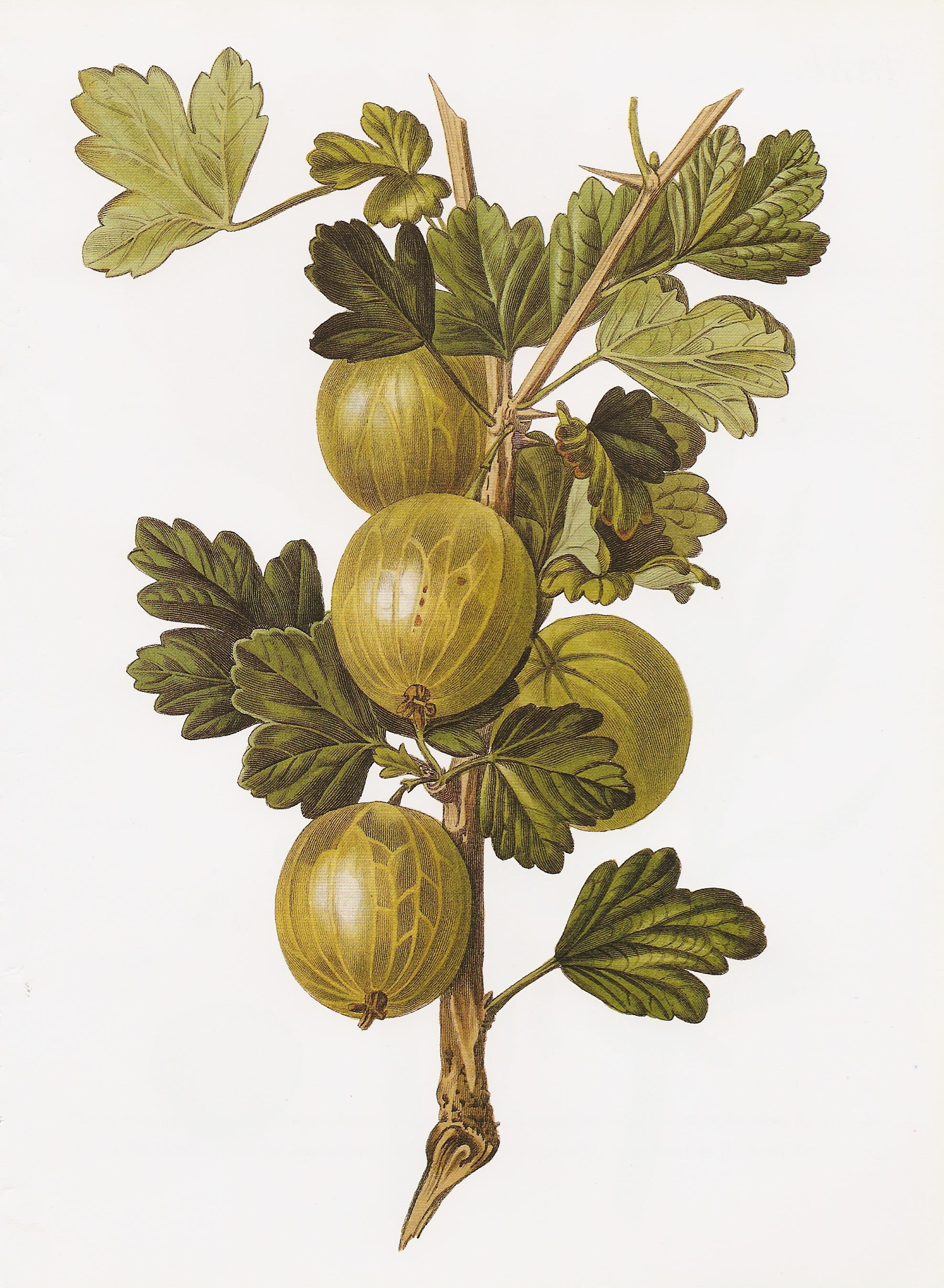
Gooseberry Crompton Sheba Queen RHS, gravure d'après un dessin de Augusta Innes Withers

## Habitat
Le Groseillier à maquereau se rencontre à l'état sauvage dans les forêts des Alpes et de l’est de la France.